# Владимир и Косара (опера)
Владимир и Косара је опера у 2 чина и 4 слике српског композитора Стевана Дивјаковића, који је уједно и писац либрета (према раније написаним либретима Петра Прерадовића и Миодрага Милановића, као и трагедији: Владислав, Јована Стерије Поповића). Концертна праизведба је одржана 18. марта 2017. у Српском народном позоришту у Новом Саду. Премијера инсцениране опере у режији Александра Николића одржана је 28. марта 2022. године на сцени ”Јован Ђорђевић” у Српском народном позоришту у Новом Саду, поводом Дана Српског народног позоришта.

## Легенда потекла из љубави
Десетовековна прича и легенда о Владимиру и Косари, истински започиње крајем 10. века, будући да су оба лика, а протагонисти многих каснијих књижевних и уметничких дела, заправо била историјске личности. Наиме, Јован Владимир (или Владимир Зетски) је по сведочењу византијског летописца из 11. века Јована Скилице, био ожењен Косаром Теодором, ћерком бугарског цара Самуила. Специфичност њиховог сусрета и драмски преокрети којима је проткана прича: Владимир и Косара, или Живот зетског кнеза Владимира, (која потиче вероватно још из прве половине 11. века, додуше, сачувана тек у саставу Летописа попа Дукљанина из друге половине 12. века), допринели су стварању легенде коју су увек изнова обрађивали уметници, сликари, песници, писци и духовници кроз овај хиљадугодишњи период од њеног настанка до данас. Томе сведоче следећа дела:
Епска песма преткосовског циклуса; Песма о краљу Владимиру;
Христифор Жефаровић је начинио бакрорез: Св. Јован Владимир, 1742;
Андрија Качић Миошић је написао Песму о краљу Владимиру, 1759;
Лазар Лазаревић, старији је написао историјску драму: Владимир и Косара, 1829;
Јован Стерија Поповић је написао трагедију: Владислав, 1843;
Петар Прерадовић је саставио оперски либрето: Владимир и Косара, 1873;
Кнез Никола Петровић је написао драму: Балканска царица, 1886;
Јован Јовановић Змај је написао песму: Владимир и Косара, 1895;
Стеван Сремац је написао прозну хронику о Владимиру и Косари и издао у оквиру наслова: Из књига староставних, 1904;
Епископ Николај написао Читанку о светом Јовану Владимиру, 1925;
Милован Витезовић је написао роман Света љубав, 1999. године, и напослетку:
Стеван Дивјаковић је компоновао оперу Владимир и Косара, 2016. године.

## Прича
Прича која се као нит провлачи кроз сва ова дела тиче се мирне владавине дукљанског владара Владимира све док га у својим ратним походима није заробио и утамничио бугарски цар Самуило. Повремено посећујући затворенике са својим дворкињама, да би им указала милост, нахранила гладне и напојила жедне, Самуилова ћерка Теодора Косара упознала је и заволела утамниченог Владимира, те је измолила код оца да затвореника ослободи и да га начини својим зетом. Цар Самуило је то и учинио и отпослао их назад у Дукљу да тамо владају у вазалском односу. Ипак, цара Самуила је убрзо задесила смрт. Његов синовац Јован Владислав након што се решио Косариног брата Радомира, позива и Владимира да дође у Преспу, по једнима, да би се поклонио новом цару, а по другима и по легенди, да би одао пошту покојном тасту. Иако бива свестан животне опасности пред којом би се нашао одласком тамо, а коју нарочито предосећа и Косара, Владимир ипак смерно стиже у Преспу, где му је одмах по наређењу новог цара Владислава, пред црквом одрубљена глава. Неутешна Косара односи мужевљево тело у манастир где и сама остаје до краја свог живота.
Ова изворна прича је кроз разне верзије украшавана различитим моралним и драмским мотивима, а у опери Стевана Дивјаковића радња се одвија у најужем кругу актера детерминишући неразрешене односе између Владислава, Самуиловог синовца, који жели Косару и власт за себе и Косаре и Владимира са друге стране, који се посматрају као јединствена целина у љубави, која их без обзира на све препреке, увек поново и под свим околностима живота и смрти спаја. На послетку Владислав губи разум изједајући се сопственим лошим делима и у тренуцима самоће и дубоке спознаје о свом греху моли све мајке које је у црно завио да му опросте дела чијих последица није ни био свестан упаљен силном жудњом за влашћу.

## Ликови и улоге у опери и премијерна подела
Владимир, дукљански краљ (тенор), премијера - Стеван Каранац
Косара, Самуилова кћи (сопран), премијера - Дарија Олајош Чизмић
Владислав, синовац Самуилов (баритон), премијера - Бранислав Станков
Самуил, бугарски краљ (баритон), премијера - Васа Стајкић
Радован, Владимиров пријатељ (баритон), премијера - Никола Баста
Мара, Косарина пријатељица (мецосопран), премијера - Маја Андрић
Давид, бугарски архиепископ (бас), премијера - Горан Крнета

## I чин

###### 1. сцена
Под окриљем глуве и тамне ноћи, тамницама бугарског цара Самуила у Преспи прилазе Дукљани како би ослободили свог вољеног краља Владимира. Уз почетну одлучност и продорност стижу на одредиште. Међутим, бивају збуњени, чувши песму њиховог господара који пева о својој љубави према Косари, Самуиловој кћери. Изгледа да му тамница није толико мрска јер га је сјединила са вољеном. Радован, Владимиров верни пријатељ, подсећа војску на ранија Владимирова јуначка дела која су и даље потребна Дукљи. Утом неко долази, а Дукљани се сакривају и посматрају из потаје.
Синовац Самуилов, Владислав, а потајни претендент на престо и Косарину руку, заједно са стражом долази до тамница јер је чуо да неко обилази заточеног Владимира, па жели да сазна о коме се ради. Бива изненађен пошто открива да је то Косара са својом слушкињом Маром. Ни њој није свеједно, огорчена је и исказује своју нетрпељивост према Владиславу. Он јој упркос томе изјављује љубав. Она га одбија, а он јој прети раскринкавањем код оца. Косара каже да ће му сама о томе рећи и отворено прича о својој љубави.
Радован прекида њихову расправу изашавши из скровишта и прети Владиславу да ће сви страдати ако не ослободи Владимира. Косара иступа пред Радована и Дукљане и признајући своју љубав ка њиховом господару, шаље слушкињу Мару да га ослободи из тамнице. Владислав је због тога револтиран, док су Дукљани усхићени.
Владимир, који је очекивао само Косару, бива изненађен је присуством мноштва људи. Радован предлаже да његову слободу замене за слободу Владислављеву, Косарину и Марину. Ипак, мудри Владимир не пристаје на то пошто је свестан Самуилове надмоћи и његове ужасне одмазде која би након тога уследила. Уместо бекства, предлаже да све остане како је било и да се ствар заташка. Тако је и учињено.

###### 2. сцена
Цар Самуил седи сам у своме двору. Стар је и обузет болом јер нема мушког наследника. Косара то слуша из прикрајка. Забринута оним што види и чује, нежно му се обраћа. У дирљивом дуету оца и кћери, Косара саопштава оцу о својој љубави и моли га да њену руку да Владимиру по цену живота и смрти. Самуил, иако заправо изненађен овим што чује, обећава јој да ће ослободити и робље и Владимира. Осим тога, уз Косарину руку повратиће Владимиру и Дукљу да би њих двоје заједно владали њоме. Овај догађај додатно исцрпљује старца и обоје одлазе на починак.

- Владимир и Косара, Опера Српског народног позоришта, концертна праизведба, Нови Сад, 18. марта 2017. Фотографије су део фото збирке Српског народног позоришта.
- Жељко Р. Андрић, баритон, као Радован

## II чин

###### 1. сцена
Владимиров двор, на падинама Румије у околини Бара (историјски, Владимиров двор налазио се у околини Скадра). Владимир и Косара су праведни владари народ их воли. Сви се веселе и играју у част младог краљевског пара. Весеље прекида Радован доносећи вест да неко долази.
На сцену са групом свештеника ступа архиепископ Давид који доноси тужну вест да је стари цар Самуил умро. Он преноси и Владислављев позив Владимиру да дође у Преспу и ода последњу почаст преминулом цару. Будући да је успостављена нова власт, треба и о границама да се разговара. Косари се овај позив не допада јер слути Владислављеву превару. Архиепископ их уверава да никакве опасности нема, а као потврду својих речи показује крст над којим се Владислав заклео и који је послао Владимиру. Упркос Косарином противљењу, Владимир пристаје да се иде у Бугарску.

###### 2. сцена
Преспа, Црква Свете Богородице испред које је изложено Самуилово тело. На овом светом месту Владислав се разоткрива у својим намерама према Владимиру и даје до знања да убити човека за њега ништа не значи. Чим су стигли Владимир и Косара, тек што су се поклонили одру, а Владислав их обавештава да само један може сахранити цара – он или Владимир, те наређује Владимирово погубљење. Опомена Архиепископа на заклетву коју је пред њим изрекао Владислав не наилази на пријем јер Владислав свесно гази веру, као и Косарино преклињање. Након што су Владимир и Радован одведени, Косара се повлачи у манастир где ће до краја живота замонашена туговати за својим Владимиром.
Након зверских дела која је починио, Владислав, прогоњен ноћним морама (очигледно мучен савешћу) почиње да губи разум. Тумара двором халуцинирајући и причајући сам са собом. У једном таквом наступу изјављује да је одговоран не само за Владимирову смрт него и Самуилову, што се дало наслутити, али и за смрт Самуиловог сина (отуд велика туга царева за мушким породом). У једном од ретких светлих тренутака моли све мајке које је у црно завио, па и своју, да му опросте, не знајући више у шта се то, у жудњи за влашћу, претворио.